# Condamine
Condamine (anglicky Condamine River) je řeka v povodí řek Murray a Darling. Odvodňuje severní část oblasti Darling Downs v jihovýchodní části státu Queensland v Austrálii.

## Průběh toku
Pramení na svazích Mount Superbus, nejvyšší hory jihovýchodního Queenslandu, na vnitrozemské straně Velkého předělového pohoří (Great Dividing Range), pouhých 100 km od pobřeží, teče však směrem na západ, do vyprahlého vnitrozemí. Protéká městy Killarney a Warwick, kde se připojuje Gowrie Creek, který odvodňuje svahy u města Toowoomba. Dále protéká městy St George, Dirranbandi a u města Surat se stáčí k severozápadu přijímá říčku Dogwood a dál teče pod názvem Balonne.

## Využití
Vody z řeky se využívají pro zásobování měst a zavlažování. Přehrada Leslie na Sandy Creeku, jež je jejím přítokem je hlavní vodní zdroj pro město Warwick. Talgai Weir malá hráz, která může zadržovat až 640 mil. litrů, se nachází blízko města Clifton. Další vodní díla na řece jsou hráze Yarramalong Weir, Lemon Tree Weir, Loudoun Weir, Tipton Weir a Cecil Plains Weir. Z řeky se také stává zásobárna nádrží během období sucha v Austrálii.

## Historické ohlédnutí
Název Condamine použil botanik Allan Cunningham v roce 1827 podle Thomase De La Condamine (1797–1873), pobočníka guvernéra Ralpha Darlinga.
Patrick Leslie byl prvním usedlíkem v blízkosti Warwicku, kde založil Canning Downs v roce 1840.
V roce 1847 se Ludwig Leichhardt vypravil objevovat tok řeky Condamine.

## Povodně v Queenslandu 2010–2011
Řeka a její povodí zkomplikovalo život v oblasti během povodní na přelomu let 2010 a 2011.